# Крупишево (Пореченська волость)
Крупишево (рос. Крупышево) — присілок в Великолуцькому районі Псковської області Російської Федерації.
Населення становить 53 особи. Входить до складу муніципального утворення Пореченська волость.

## Історія
Від 2014 року входить до складу муніципального утворення Пореченська волость.

## Населення
| 2001 | 2002 | 2010 |
| ---- | ---- | ---- |
| 67   | ↗90  | ↘53  |